# Drepanosticta berinchangensis
Drepanosticta berinchangensis är en trollsländeart som beskrevs av Stanley Wells Kemp 1994. Drepanosticta berinchangensis ingår i släktet Drepanosticta och familjen Platystictidae. Inga underarter finns listade i Catalogue of Life.